# 無リスク資産
無リスク資産（むリスクしさん、英: risk-free asset）や安全資産（あんぜんしさん、英: safe asset）やリスクなし資産やリスクフリー資産とは、リスクのない資産のこと。無リスク資産を保有することで生じる利回りは保証されている。現実的には無リスク資産というのは存在しないが、無リスク資産としては先進国の短期国債（日本は国庫短期証券）などが代用される。日本居住者の個人にとっては、銀行の決済用預金（預金保険により全額保護）や普通預金も、ほぼ無リスク資産である。対義語はリスク資産や危険資産やリスクあり資産。
現代ポートフォリオ理論や資本資産価格モデルなどの金融工学の理論において重要な概念である。
無リスク資産の利回りのことを無リスク金利と言う。
なお、安全資産（safe asset）という言い方は、「無リスク」ではなく「相対的にリスクが低い」という意味で使われることもあるのに注意。英語では、それを区別して無リスク資産を safest asset と呼ぶこともある。

## 参照
1. ↑  無リスク資産｜金融/証券用語集｜株のことならネット証券会社【auカブコム】
2. ↑  無リスク資産とは｜金融経済用語集 - iFinance
3. ↑  Safe Asset - Investopedia